# Championnats d'Europe de gymnastique acrobatique 1984
Navigation
Édition précédente Édition suivante
Les championnats d'Europe de gymnastique acrobatique 1984, cinquième édition des championnats d'Europe de gymnastique acrobatique, ont eu lieu en 1984 à Sofia, en Bulgarie.